# Duris z Samos
Duris z Samos (ok. 340-270 p.n.e.) – grecki historyk, uczeń Teofrasta z Eresos, przez pewien czas tyran miasta Samos. Autor Dziejów (być może utwór nosił tytuł Dzieje Macedonii - gr. Μακεδονικά) opisujących historię od wstąpienia na tron Filipa II do 281 p.n.e. oraz biografii Agatoklesa, tyrana Syrakuz. Z jego dzieł korzystali na pewno Plutarch z Cheronei w biografiach oraz Diodor Sycylijski w Bibliotece historycznej. Już w starożytności był krytykowany za nadmierne dramatyzowanie swoich relacji, kosztem prawdy historycznej.